# Frank Deiman
Frank Deiman (geboren 1958) is een Nederlands dirigent, pianist en componist.
Deiman is als componist/muzikaal leider betrokken geweest bij vele muziektheaterproducties, voornamelijk in het oosten van Nederland. In 1987 maakte hij de muziek voor Het Twentsch Paradijs, een stuk over de ondergang van de textielindustrie. Samen met de dichter Willem Wilmink schreef hij de volksmusical De Pathmosprinses (1996), en de kinderopera Meralda (2001). In 2011 werd Maak uitgevoerd, een community art productie over de vuurwerkramp in Enschede.
Willem Wilmink vertaalde ook de Carmina Burana van Carl Orff, Frank Deiman dirigeerde de voorstellingen. Hiervan is ook een cd verschenen. Sinds 2012 is het toegestaan de Carmina Burana in het Nederlands uit te voeren.
Frank Deiman dirigeert koren en orkesten en gaf les aan het Conservatorium in Enschede. Frank is getrouwd met Diet Gerritsen, die de rol van Fenna Wildspieker in de Twentse soap Van Jonge Leu en Oale Groond speelt. 

## Voetnoot
1. ↑  Gearchiveerde kopie. Gearchiveerd op 1 december 2022. Geraadpleegd op 10 juli 2023.